# وارلي (دائرة انتخابية في المملكة المتحدة)
وارلي (بالإنجليزية: Warley)‏ هي إحدى الدوائر الانتخابية في المملكة المتحدة الممثلة في مجلس العموم في برلمان المملكة المتحدة.
عضو البرلمان الذي يمثلها حالياً هو :Rt Hon John Spellar (Lab).